# نهر إيشاماتي
نهر إيشاماتي (بالبنغالية: ইছামতী নদী)‏، هو نهر عابر للحدود يتدفق عبر الهند وبنغلاديش ويشكل أيضًا جزءًا من الحدود بين البلدين. ويواجه النهر تراكم الطمي مما يؤدي إلى تدفق ضعيف للمياه في موسم الجفاف والفيضانات في موسم الأمطار. ويدرس الخبراء اتخاذ تدابير علاجية ويُناقَشُ الوضع بين حكومتي الهند وبنغلاديش.

## تقسيم
في 1 أغسطس 2022، أعلنت رئيسة وزراء ولاية البنغال الغربية، ماماتا بانيرجي، عن إنشاء منطقة إيشاماتي الجديدة التي سميت باسم هذا النهر. وأن المنطقة سَتُشَكَّلُ عن طريق تقسيم منطقة شمال بارجاناس التي تتكون من منطقة تقسيم بانجاون.

## تدفق إيشاماتي
ينقسم نهر إيشاماتي الآن إلى ثلاثة أجزاء: (1) الجزء الأطول يتدفق من نهر ماثابانجا، أحد فروع نهر بادما، وبعد أن يتدفق لمسافة 208 كيلومتر (129 ميل) ينضم إلى نهر كاليندي بالقرب من حسن أباد في شمال بارجاناس وديبهاتا في منطقة شات خيرا. (2) كان النهر الرئيسي غرب دكا و(3) إيشاماتي في ديناجبور. تُظهر خريطة رينيل للفترة من 1764 – 1766 النهرين الأخيرين باعتبارهما نهرًا واحدًا.  النهر الثاني المذكور أعلاه ينبع جنوب جافارجانج مقابل مصب نهر هورساجار بالقرب من مصنع ناثبور ويمتد نحو جوجينيجات في مونشيجاني.

### رفع قاع النهر

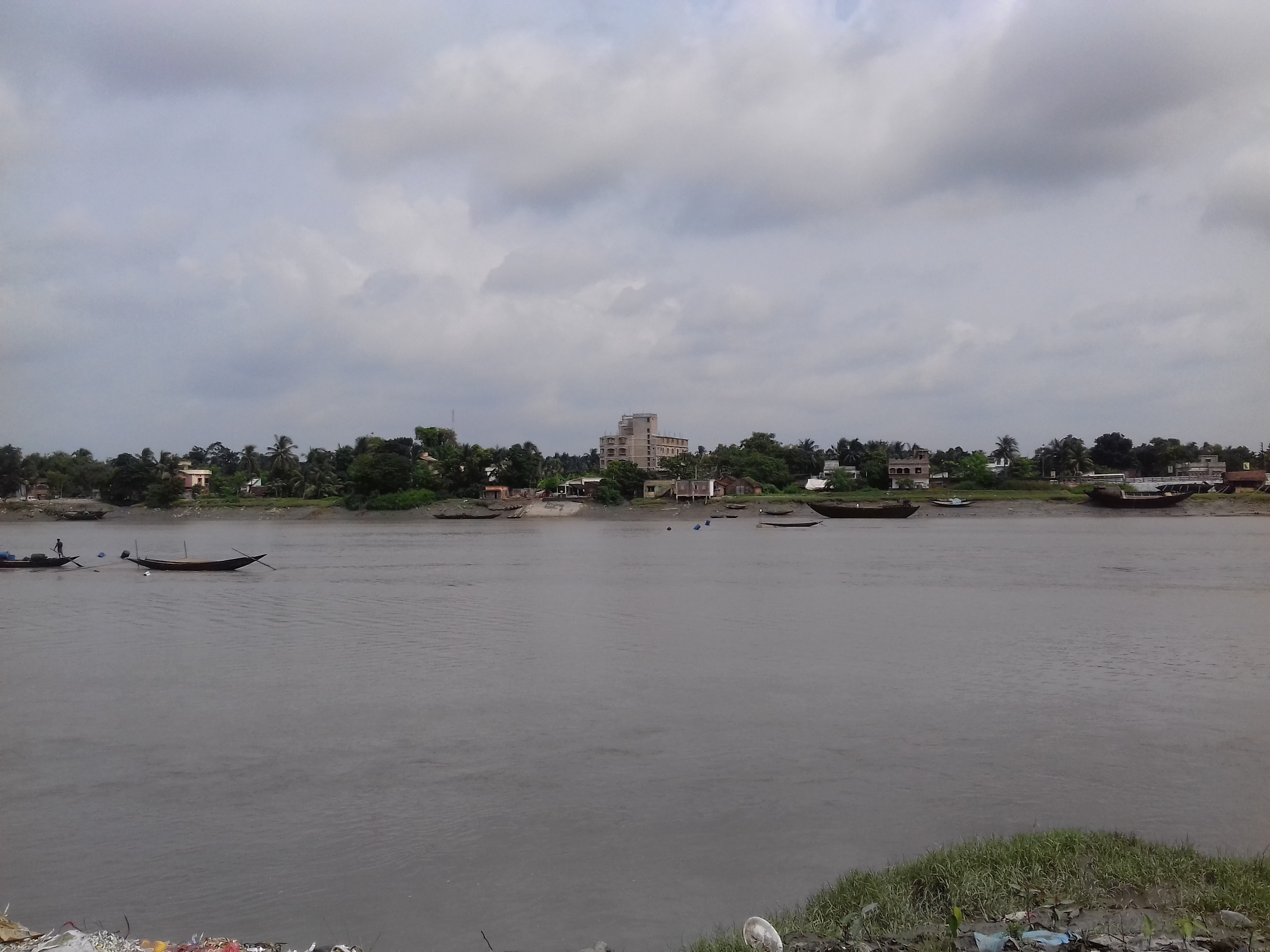
نهر إشاماتي في مدينة بصيرهات

يبلغ عمق نهر إيشاماتي 4.3 متر (14 قدم) أعلى من ماثابانغا، أما نهر تشورني فهو أقل من ماثابانغا بمقدار 15 سنتيمتر (6 بوصة) . خلال فترة العجاف يكون مستوى المياه في ماثابانجا أعلى من مستوى المياه في بادما. ونتيجة لذلك، لا تدخل المياه إلى إيشاماتي خلال موسم الجفاف. أحد أسباب تراكم الطمي على النهر هو بناء جدار حماية للسكك الحديدية فوق الجسر. يجب حفر مجاري الأنهار في المنطقة حتى يكون هناك تدفق للمياه خلال موسم العجاف. وبما أن هذا مطلوب في كل من الهند وبنغلاديش، فإن هناك حاجة إلى الاتفاق حول هذه النقطة. تمت مناقشة الأمر على المستوى الوزاري، ومُسِحَت المنطقة للحصول على فكرة أفضل عن مشاكل الناس في المنطقة المتضررة، ومن المتوقع اتخاذ إجراءات حاسمة في المستقبل القريب.

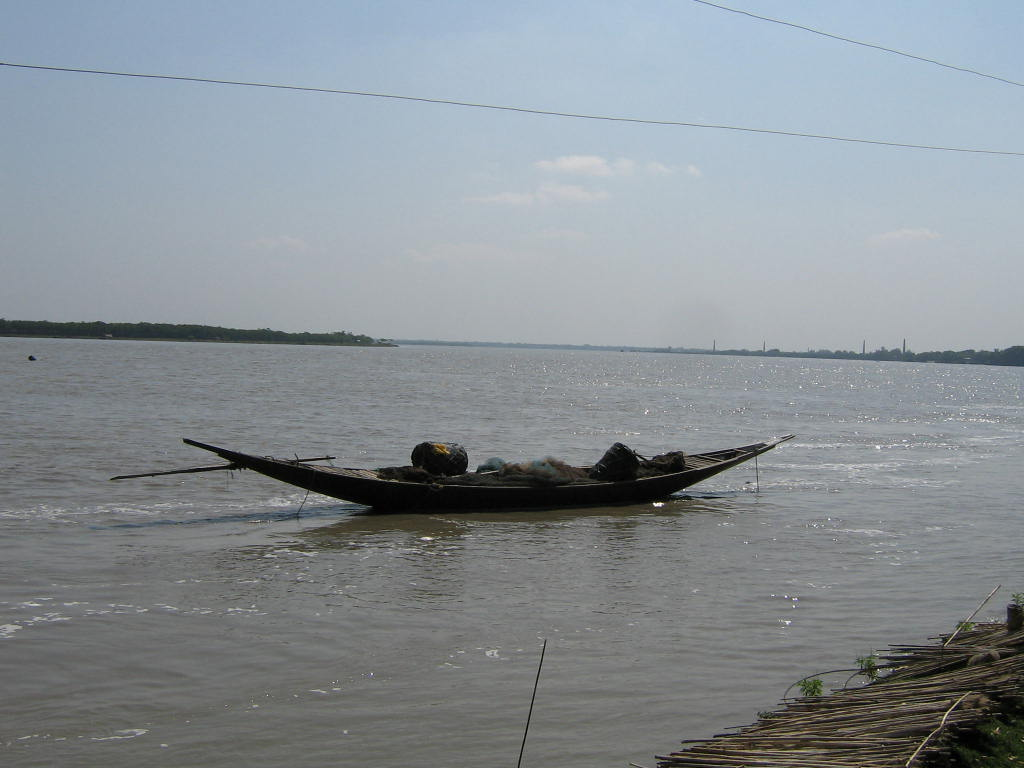
منظر لنهر إيشاماتي من تاكي سيدبور

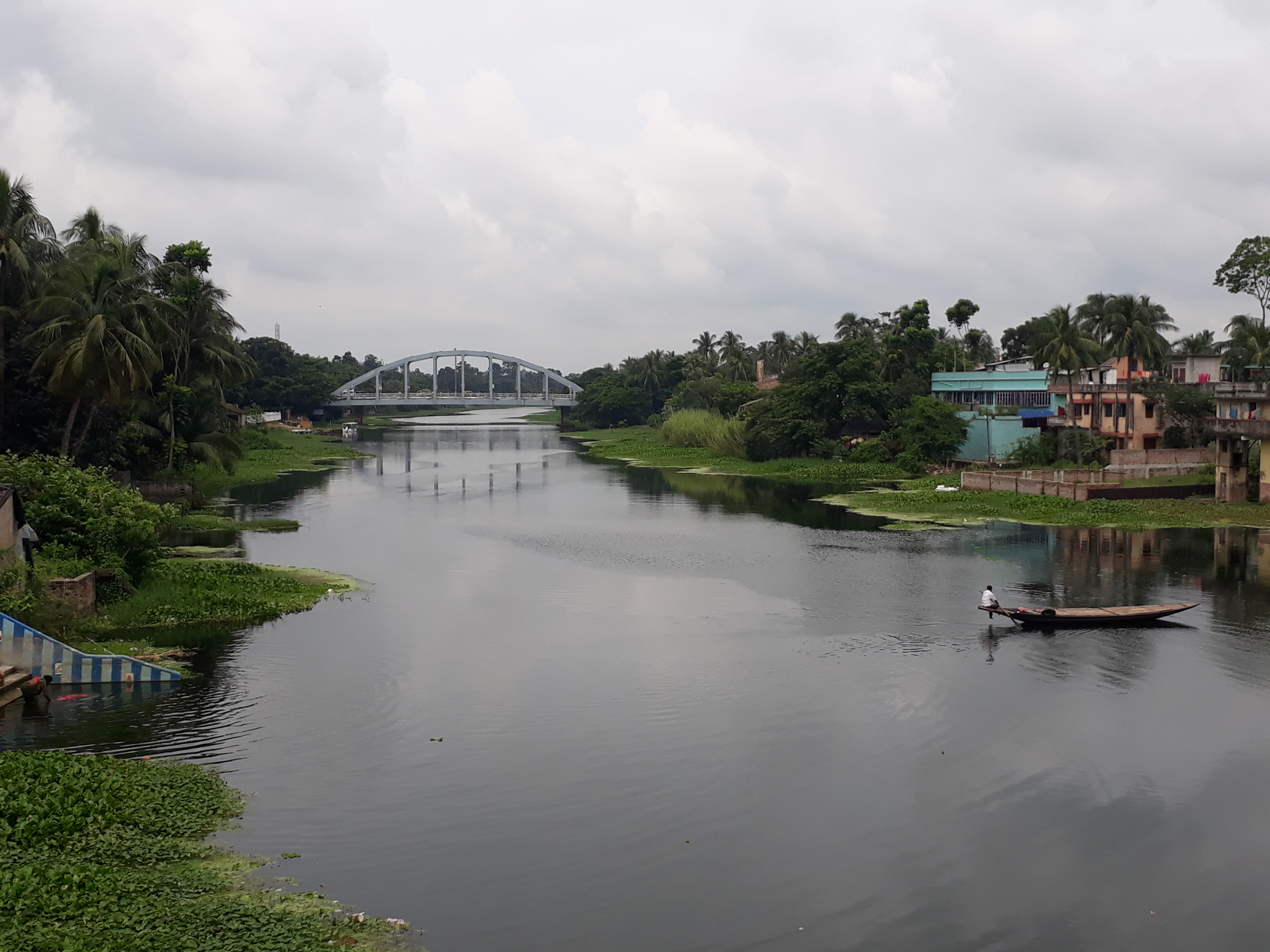
نهر إيشاماتي في مدينة بانجاون

تواجه منطقة النهر أيضًا مشكلة التلوث الصناعي والاحتلال القسري للأراضي من قبل الناس. إن إيقاف المخاطر البيئية الناتجة عن نقص مرافق الصرف الصحي، والتعدي، وتلوث المياه الجوفية مثل التلوث بالزرنيخ، وتدمير النباتات المائية والحيوانات هي بعض المشاكل الملحة في المناطق التي تحتاج إلى معالجتها من خلال آلية تشاركية.

## روابط خارجية
- Rob، Md Abdur (2012). "Ganges-Padma River System". في Islam، Sirajul؛ Jamal، Ahmed A. (المحررون). Banglapedia: National Encyclopedia of Bangladesh (ط. Second). الجمعية الآسيوية في بنغلاديش.